# Список учебных заведений Новомосковска

## Высшее образование
Филиалы иногородних вузов
- Новомосковский институт Российского химико-технологического университета им. Д.И.Менделеева (ул. Дружбы, 8)
- Новомосковский филиал Университета Российской академии образования (ул. Бережного, 12)
- Новомосковский филиал Московского социально-гуманитарного института (ул. Трудовые резервы, дом 21; здание СОШ № 1)
- Представительство Московского государственного университета путей сообщения (ул. Космонавтов, д.1б)
- Представительство Московской государственной академии коммунального хозяйства и строительства

## Среднее профессиональное образование
Государственные ссузы
- Новомосковский колледж физкультуры и спорта (ул. Пашанина, д.39)
- Новомосковский политехнический колледж (ул. Калинина, д.24)
- Новомосковский строительный техникум (ул. Трудовые резервы, д.9/33)
- Новомосковское медицинское училище (ул. Маяковского, д.23/2)
- Новомосковский музыкальный колледж им. М. И. Глинки (ул. Берёзовая, д.7)

Филиалы иногородних ссузов
- Новомосковский филиал Юридического колледжа РС МПА (ул. Маяковского, д.35/1)

## Общее среднее образование
Гимназии и лицеи
- Гимназия № 1
- Гимназия № 13
- Лицей Школа менеджеров
- Новомосковский лицей

Средние учебные заведения
- Богдановская ООШ
- Краснобогатырская СОШ
- Ильинская ООШ
- Начальная школа — детский сад № 7
- Ольховецкая ООШ
- Первомайская СОШ
- Правдинская СОШ
- Прохоровская ООШ
- Савинская ООШ
- СОШ № 1
- СОШ № 2
- СОШ № 3
- СОШ № 4
- СОШ № 5
- СОШ № 6
- СОШ № 8
- СОШ № 9
- СОШ № 10
- СОШ № 11
- СОШ № 12
- СОШ № 14
- СОШ № 15
- СОШ № 16
- СОШ № 17
- СОШ № 18
- СОШ № 19
- СОШ № 20
- СОШ № 23
- СОШ № 24
- СОШ № 25
- Ширинская СОШ
- Шишловская ООШ

## Учреждения дополнительного образования
- Пушкинская школа (ул. Октябрьская, д.10)
- Новомосковская детская железная дорога